# Dolmen de las Güixas
El dolmen o la caseta de las Güixas es un monumento megalítico, los restos de una tumba de corredor, situada en el macizo de Collarada, en el Pirineo aragonés, municipio de Villanúa (Huesca, España).

## Descripción
El dolmen de las Güixas es una de las estructuras de sepulcro en túmulo más grandes y mejor conservadas en Aragón. Forma parte de un conjunto de monumentos megalíticos de la comarca de la Jacetania entre los que se incluyen el dolmen de Aguas Tuertas o el conjunto megalítico de Guarrinza. En el valle de Canfranc se encuentran los dólmenes de Las Truchas (Astún) y en los valles transversales los de Canal Roya, barranco de Izas y de las Negras y barranco de Ip. En el mismo municipio de Villanúa se encuentran otros dos dólmenes, el de Letranz y el de Tres Peñas.
Conserva todos sus elementos y restos de un gran túmulo de unos 11,3 m de diámetro en su eje norte-sur y 9,8 m en su eje este-oeste. El túmulo llega a cubrir la losa de cubierta, aunque es posible que fuera recrecido con los materiales desechados por las actividades agropecuarias. 

## Localización y acceso
Se sitúa a 981 m s. n. m., en la zona más llana de la ladera del valle del río Aragón, bajo el macizo de Collarada. Cerca se encuentra la cueva de Las Güixas, que tiene un centro de interpretación y permite visitas guiadas. La cueva forma parte de un conjunto de cavidades kársticas. En su interior hay un yacimiento arqueológico que conservaba restos desde el Eneolítico hasta época romana. Presenta tres niveles, siendo el primero el que se corresponde con el Calcolítico y Bronce Medio, y el segundo con una ocupación trardorromana.
El dolmen se encuentra al norte de Villanúa, a unos 200 o 300 metros, en el antiguo camino de Canfranc, que coincide con el Camino de Santiago. Se encuentra en un campo a la derecha del camino.

## Leyendas
Se desconoce la etimología de Güixas, aunque se ha relacionado con las güijas o legumbres, ya que las habas solían formar parte de los hechizos en la Edad Media. Y es que la cueva de las Güixas está muy relacionada con las brujas de Villanúa y se suponía que allí se realizaban aquelarres del siglo XV al XVIII. De ahí también el nombre de «caseta de Güixas», aquí con el sentido de «caseta de las brujas» o «de las viejas», en el que también se supone que se realizaban aquelarres. El hecho no es solo leyenda, sino que varias mujeres fueron juzgadas por la Inquisición, como Guirandana de Lay o Narbona Dacal.